# Lázaro Cárdenas, Teocuitatlán de Corona
Lázaro Cárdenas är en ort i Mexiko.   Den ligger i kommunen Teocuitatlán de Corona och delstaten Jalisco, i den centrala delen av landet, 400 km väster om huvudstaden Mexico City. Lázaro Cárdenas ligger 1 373 meter över havet och antalet invånare är 196.
Terrängen runt Lázaro Cárdenas är huvudsakligen kuperad, men norrut är den bergig. Lázaro Cárdenas ligger nere i en dal som går i öst-västlig riktning. Runt Lázaro Cárdenas är det ganska glesbefolkat, med 35 invånare per kvadratkilometer. Närmaste större samhälle är Teocuitatlán de Corona, 4,6 km väster om Lázaro Cárdenas. I omgivningarna runt Lázaro Cárdenas växer huvudsakligen savannskog.